# Ruacodes tela
Ruacodes tela är en fjärilsart som beskrevs av Smith 1900. Ruacodes tela ingår i släktet Ruacodes och familjen nattflyn. Inga underarter finns listade.